# وویچیشکوو
وویچیشکوو (به لاتین: Wojcieszków) یک روستا در لهستان است که در گمینا وویچیشکوو واقع شده‌است. وویچیشکوو ۱٬۱۰۰ نفر جمعیت دارد.